# Frank Byron Jevons
Frank Byron Jevons (Doncaster, 1858 – Radcliffe-on-Trent, 1936) è stato uno storico delle religioni britannico.
Già docente all'università di Durham, fu rettore dell'Hatfield College a Durham dal 1896 al 1923. Esperto di fenomenologia delle religioni, nel 1908 pubblicò gli importanti Studi di religione comparativa.
La sua ultima opera fu Politeismo (1916).